# Валебуија (Ливорно)
Валебуија је насеље у Италији у округу Ливорно, региону Тоскана.
Према процени из 2011. у насељу је живело 58 становника. Насеље се налази на надморској висини од 135 м.